# Кызыл-Джар (Ошская область)
Кызыл-Джар (кирг. Кызыл-Жар) — село в Кара-Кульджинском районе Ошской области Кыргызстана. Административный центр Кызыл-Жарского айылного аймака.

## География
Село расположено в северо-восточной части области, в высокогорной зоне, на правом берегу реки Каиндыбулак, вблизи места впадения её в реку Алайку, на расстоянии приблизительно 65 километров (по прямой) к юго-востоку от села Кара-Кульджа, административного центра района. Абсолютная высота — 2145 метров над уровнем моря.

## Население
Согласно оценочным данным Национального статистического комитета Кыргызской Республики, численность населения села на начало 2023 года составляла 744 человека.
| год     | 2009 | 2014 | 2015 | 2020 | 2021 | 2023 |
| ------- | ---- | ---- | ---- | ---- | ---- | ---- |
| человек | 606  | 717  | 714  | 732  | 732  | 744  |